# Waplewko
Waplewko (niem. Klein Waplitz) – osada w Polsce w województwie pomorskim, w powiecie sztumskim, w gminie Stary Targ. Miejscowość wchodzi w skład sołectwa Ramoty.
Miejscowość powstała jako osada folwarczna składająca się z dworu, parku oraz na wschód od zespołu dworskiego budynków gospodarczych i inwentarskich (czworaków). W XIX wieku folwark należał do Waplewa. Dawny układ przestrzenny nie został zachowany (ostały się jedynie elementy dawnego folwarku).
W latach 1945–1975 miejscowość administracyjnie należała do województwa gdańskiego, a w latach 1975–1998 do województwa elbląskiego.
Z powodu braku wodociągu w 2019 pojawiły się plany możliwości przesiedlenia mieszkańców.